# Beit Terezín

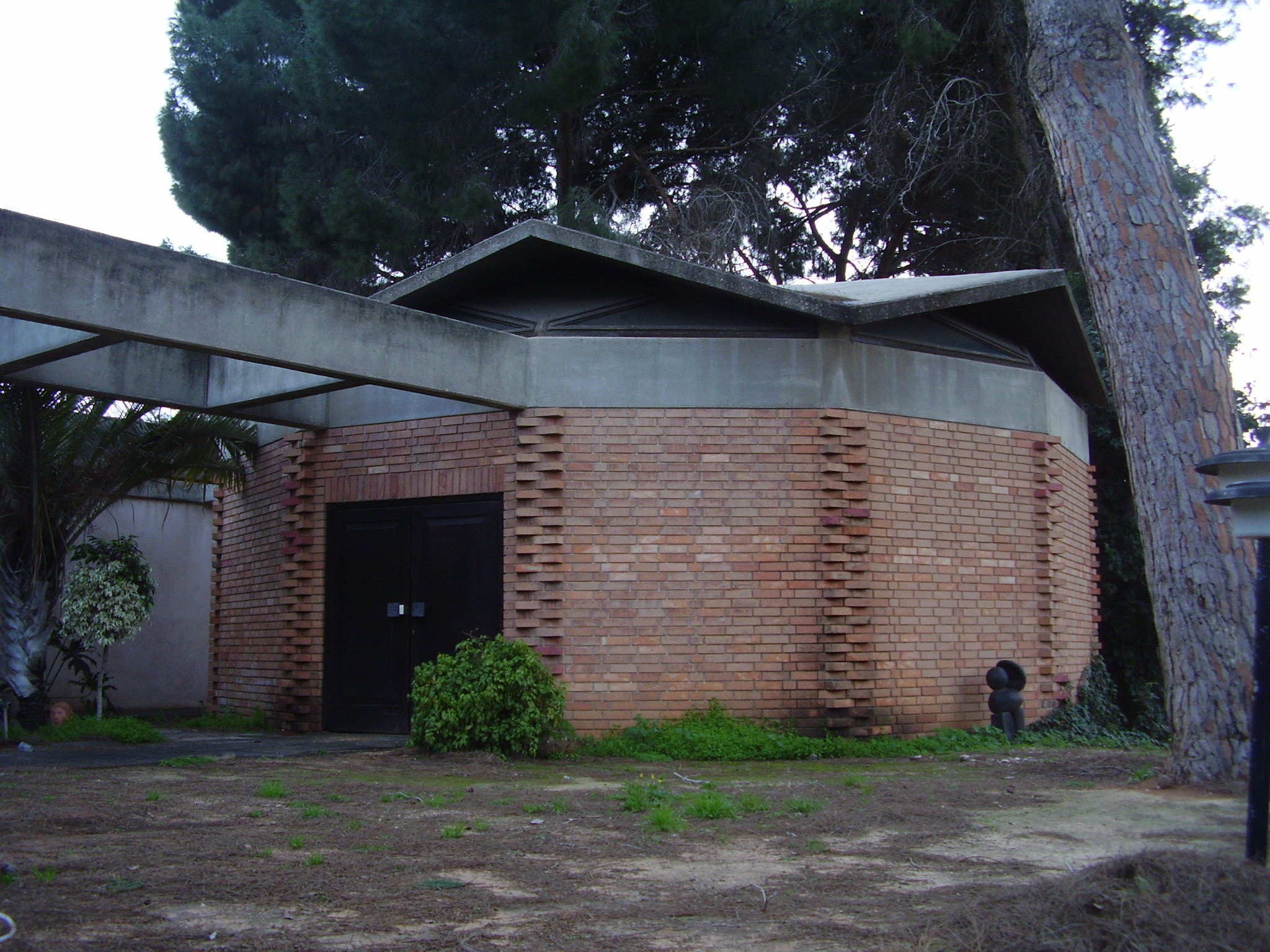
Beit Theresienstadt v Giv'at Chajim Ichud před rekonstrukcí

Beit Terezín (nebo také Beit Theresienstadt, hebrejsky בית טרזין‎, Bejt Terezín, doslova Terezínský dům) je muzeum a památník v kibucu Giv'at Chajim Ichud v Izraeli. Beit Terezín byl založen v roce 1975. Hlavním posláním je uchovat památku na vězně z terezínského ghetta, kteří zahynuli během holokaustu.

## Založení
Deset let po osvobození ghetta Terezín, v květnu roku 1955, se konalo v Izraeli první setkání sto padesáti bývalých terezínských vězňů. Díky zlepšení ekonomické situace v zemi a schopností přeživších lépe se vypořádat s bolestivou minulostí bylo bývalými vězni a sionistickou mládežnickou organizací odsouhlaseno založení Bejt Terezína. Beit Terezín si vzal za cíl organizovat setkání přeživších a uctít památku lidí, kteří zahynuli, a také se stát vzdělávacím a kulturním místem.
Zvláštní připomenutí je v rámci muzea věnováno členům mládežnické organizace he-Chaluc a osobě Jakoba Edelsteina, který působil v ghettu v radě starších.
Beit Terezín je organizace, která působí jako zprostředkovatel mezi oběťmi, přeživšími a budoucími generacemi. Organizace se stará o cenná umělecká díla, která byla vytvořena v ghettu. Právě umělecká tvorba byla velmi ceněná a pomáhala vězňům zachovat si svoji lidskou důstojnost a to i v nelidských podmínkách za jakých byli nuceni v ghettu Terezín žít.

### Aktivity
V Bejt Terezín se nachází muzeum, výstavní prostory, galerie, knihovna, vzdělávací centrum a archív s tisíci originálními materiály, které dokumentují život v ghettu.
Bejt Terezín je místem setkání pro přeživší, ale také vzdělávacím centrem pro studenty a vědce, kteří se chtějí dozvědět o historii ghetta a osudu lidí, které Terezín poznamenal. V archívu je k dispozici evidence více než 160 tisíc bývalých terezínských vězňů z českých zemí, Slovenska, Rakouska, Německa, Holandska, Dánska a z dalších států střední Evropy.
Od roku 2009 zastává funkci ředitele muzea Oded Breda. Beit Terezín získal v listopadu 2011 ocenění jako akreditované muzeum v Izraeli.

## Výstavy
V Beit Terezín se dle stavu k roku 2012 nacházejí tři stálé expozice:

### Terezín 1941–1945
Expozice se nachází ve dvanáctihranné budově, která tak svým tvarem připomíná pevnostní hradby Terezína. Na podlaze je barevná mozaika, která znázorňuje mapu ghetta z roku 1941.
Výstava se opírá o originální předměty z ghetta z archivu. Vypráví o historii ghetta, jeho vedení, transportech, které byly dopravovány a vypravovány z Terezína, o životě starých lidí v porovnání s životem dětí v ghettu a každodenním strádání, hladu, nemocech a úzkosti. Výstava se také zaměřuje na návštěvu Červeného kříže a natáčení nacistického propagandistického filmu Theresienstadt z roku 1944 a okamžiky osvobození z května 1945.

### Liga Terezín
Výstava zachycuje sport obecně a zejména pak fotbalové zápasy, které se v ghettu v letech 1942-1944 odehrály. Němci tyto fotbalové zápasy dovolili. Možnost zahrát si fotbal, vytvářet skupiny a hrát na improvizovaných hřištích hry pro dospělé a děti byl další ze způsobů, jak zapomenout na každodenní utrpení. Na výstavě je k vidění ukázka fotbalového zápasu z propagandistického filmu, výpovědi hráčů a diváků, výstřižky z novin, kresby, četné fotografie a originální předměty z ghetta. Na postranní stěně je vyobrazena hrozivá vstupní brána do Osvětimi, kde většina hráčů Terezínské ligy i jejich diváků zahynula.

### Kamarád
„Kamarád“ byly místní noviny psané chlapci ve věku 12 až 14 let, kteří bydleli v budově zvané „Heim“ v objektu Q609. Heim byly přeplněné dětské domovy, kde byla ubytována většina dětí v ghettu. Děti bydlely samostatně od dospělých.